# Минигулов, Гусан
Гусан Минигулов (15 мая 1898 год — 16 июня 1974 год, Артёмовский, Свердловская область, РСФСР, СССР) — шахтёр, забойщик шахты № 2 комбината «Свердловскуголь» Министерства угольной промышленности восточных районов СССР, Свердловская область. Герой Социалистического Труда (1948).

## Биография
Родился 15 мая 1898 год на территории современного Татарстана.
С 15-летнего возраста трудился коногоном на Богословских угольных шахтах (сегодня — город Карпинск). Участвовал в Гражданской войне.
С 1921 года — забойщик на шахте Егоршинских угольных копей (позднее — шахта № 2 треста «Егоршинуголь» комбината «Уралуголь», с 1942 года — комбината «Свердловскуголь»).
Ежегодно перевыполнял производственные задания по добыче угля. Указом Президиума Верховного Совета СССР от 28 августа 1948 года за выдающиеся успехи в деле увеличения добычи угля, восстановления и строительства угольных шахт и внедрение передовых методов работы, обеспечивающих значительный рост производительности труда удостоен звания Героя Социалистического Труда с вручением ордена Ленина и золотой медали «Серп и Молот».
В 1948 году вышел на пенсию. Проживал в городе Артёмовский, где скончался в 1974 году. Похоронен на мусульманском кладбище города Артемовский.

### Семья
Сын Барый, дочери Роза и Неля. Все дети работали на шахте имени Кирова треста «Егоршинуголь».

## Награды
- Орден Ленина — дважды (28.08.1948; 04.09.1948)
- Орден Трудового Красного Знамени (14.04.1942)
- Знак «Почётный шахтёр»
- Почётный гражданин города Артёмовский (1972)[1]
- Почётный шахтёр Егоршинских угольных копей (1948)